# Rotary International

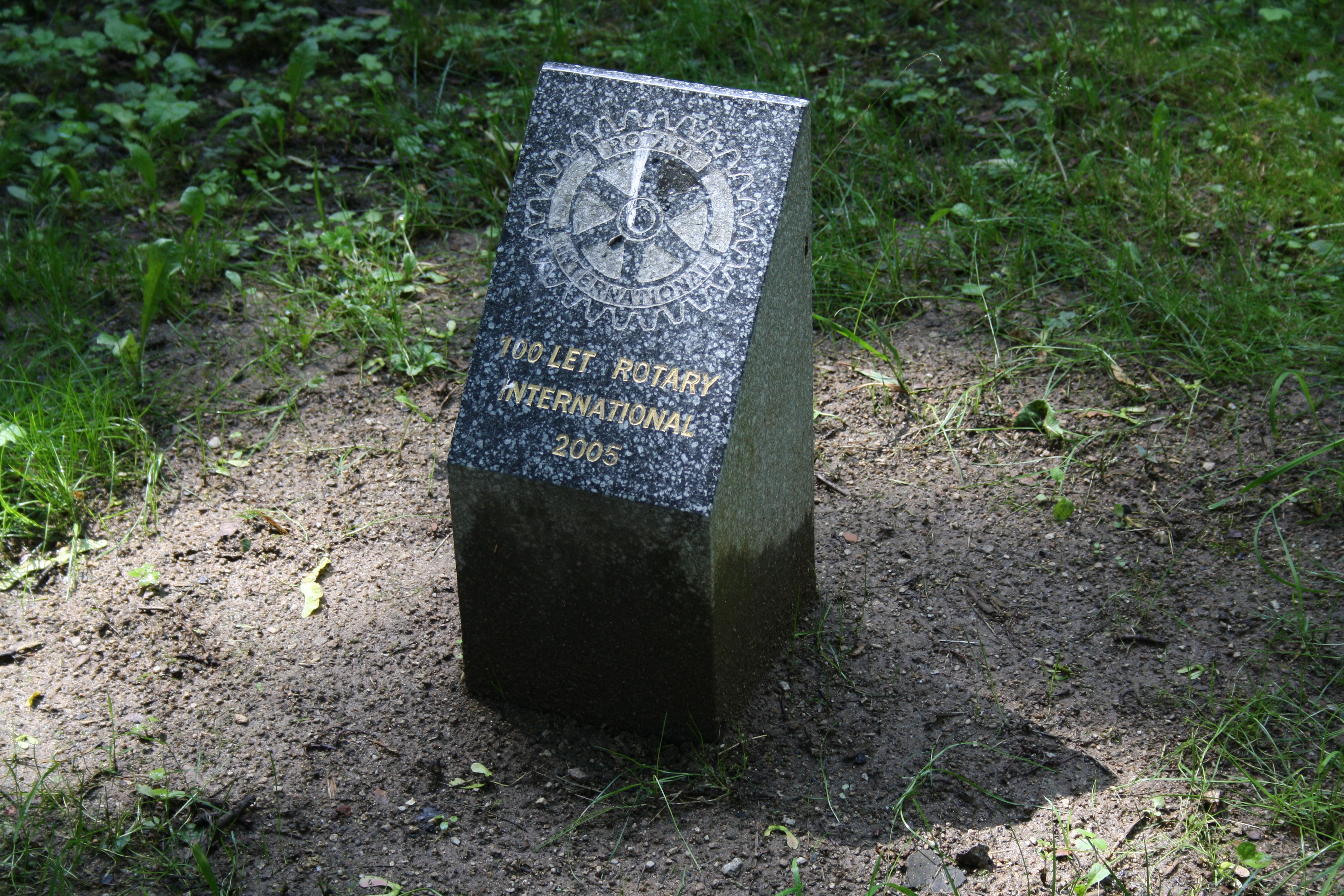
Kámen ke stému výročí založení Rotary International v Třebíči

Rotary International je mezinárodní sdružení organizací známých jako Rotary klub, či Rotary Club. Cílem organizace je sdružovat podnikatele a vůdčí osobnosti k poskytování humanitárních služeb, podporovat vysoké etické standardy ve všech povoláních a pomáhat budovat dobrou vůli a mír ve světě. Členové se setkávají obvykle jedenkrát týdně na společnou snídani, oběd nebo večeři, což je společenská událost a příležitost koordinovat činnost klubu k dosažení stanovených cílů.
Nejznámějšími hesly Rotary International, které vyjadřují jejich poslání, jsou „Služba nad vlastní zájmy“ a „Nejvíce získává ten, kdo slouží nejlépe.“

## Filozofie klubu
Cílem Rotary je podněcování a podpora myšlenky služby jako základní hodnoty společnosti a zvláště pak:
1. Rozvoj poznání jako přínos pro službu.
2. Vysoké etické normy ve všech profesích, rozpoznání hodnoty všech užitečných povolání a využívání všech povolání rotariánů k službě společnosti.
3. Užívání myšlenky služby v osobním, profesním i společenském životě každého rotariána.
4. Rozvoj mezinárodního porozumění, dobré vůle a míru prostřednictvím kolegiálnosti osob různých profesí, spojených myšlenkou služby.

Tyto zásady jsou v praxi podrobovány čtyřbodovému testu, který zjišťuje, jestli jsou plánované akce slučitelné s myšlenkou rotariánství. Test byl vytvořen rotariánem a podnikatelem Herbertem J. Taylorem během Velké hospodářské krize jako návod pro obnovení ekonomiky a v roce 1942 byl přijat za jednu z etických norem rotary. Obsahuje následující otázky:
- Je to pravda?
- Je to slušné ke všem zúčastněným?
- Bude to rozvíjet dobrou vůli a lepší přátelství?
- Bude to výhodné pro všechny zúčastněné?

## Historie

### Vznik

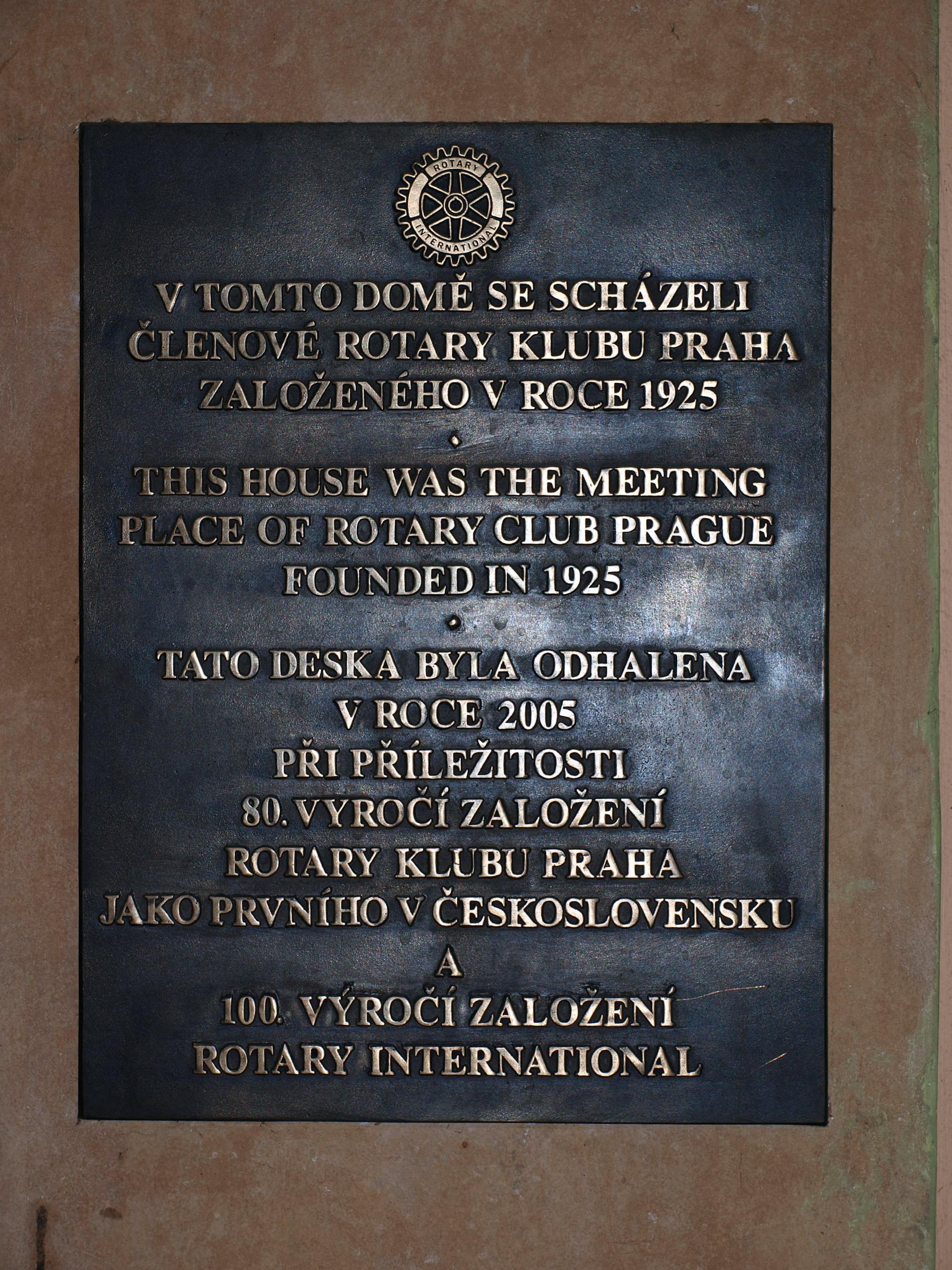
Pražský Rotary klub pamětní deska v paláci Sylva-Taroucca

První Rotary klub byl založen v 23. února 1905 v Chicagu právníkem Paulem P. Harrisem, který pořádal první schůzku se svými třemi přáteli, kterými byli Silvester Schiele (obchodník s uhlím), Gustave E. Loehr (důlní inženýr) a Hiram E. Shorey (krejčí). Členové si vybrali název Rotary, protože schůzky klubu rotovaly – konaly se týdně, pokaždé v jiné kanceláři jednoho z členů klubu.
Americká národní asociace Rotary klubů vznikla v roce 1910. V tom samém roce vznikla pobočka ve Winnipegu v Kanadě. Následovalo založení prvního neamerického klubu v roce 1911 v Dublinu v Irsku. Dalšími mezinárodními pobočkami byly kluby založené na Kubě v roce 1916 a v Indii v roce 1920. Název byl v roce 1922 změněn na Rotary International (RI), protože pobočky byly již na šesti kontinentech. V roce 1925 měl Rotary 20 000 členů ve 200 klubech.
Československá pobočka Rotary Clubu vznikla ve 20. letech 20. století.

### Druhá světová válka a nacistické Německo
Mnoho klubů bylo během druhé světové války zrušeno a členové RI sehráli aktivní roli při poskytování pomoci obětem války. RI se zúčastnil též vytvoření mezinárodních organizací UNESCO a Spojených národů.
V Německu nacisté považovali mezinárodní organizaci za zednářskou a tedy neslučitelnou s německým národním hnutím. Mnoho německých Rotary klubů zastavilo svou činnost a někteří jejich členové se stali aktivními v protinacistickém hnutí odporu. Ostatní Rotary kluby, s výjimkou členů židovského původu, přistoupily na nacistické požadavky a spolupracovaly s vládnoucím režimem. V Mnichově byl Thomas Mann, nositel Nobelovy ceny za literaturu, zbaven členství v klubu jako politický nepřítel nacistů. Přes čtyři roky trvalo jednání mezi ústředím v Chicagu a NSDAP. Případ Rotary byl obhajován před stranickým soudem NSDAP: Dr. Grill, guvernér Rotary 73. distriktu, argumentoval, že německý Rotary klub souzní s cíli nacistické vlády. Tato jednání selhala v roce 1938, a nacistická vláda prohlásila členství v NSDAP a Rotary International za neslučitelné. Některé kluby pak provozovaly svou činnost pod názvem „Páteční klub“.

### Po roce 1945
Rotary kluby ve východní Evropě byly za komunistického režimu zrušeny v období let 1947 až 1989.
V roce 1989 bylo dovoleno do RI vstupovat ženám a nové kluby byly otevírány v bývalých komunistických zemích. První ruský Rotary klub byl otevřen v roce 1990. Ve stejném roce byl za pomoci rakouského distriktu 1920 obnovena i služba na území Československa, kde byl zřízen RI distrikt 2240, který setrval ve stejné územní formě i po rozpadu federace. V dnešní době sdružuje 79 klubů.
V roce 2006 měl RI přes 1,2 milionu členů ve více než 32 tisících klubech ve 200 zemích po celém světě. Je tak nejrozšířenějším klubem podle počtu poboček a druhým nejrozšířenějším klubem podle celkového počtu členů, hned za Lions Clubs International.
Ostatními RI sponzorovanými organizacemi jsou:
- Rotaract – servisní klub pro mladé muže a ženy mezi 18 až 30 lety (185 000 členů v 8 000 klubech v 155 zemích)
- Interact – servisní klub pro mladé mezi 14 až 18 lety (10 700 klubů v 108 zemích)
- Rotary Community Corps (RCC) – dobrovolnická organizace se 103 000 členy ne-Rotariány (přes 4 400 komunit v 68 zemích).